# Lipovača
Lipovača är en ort i Kroatien.   Den ligger i länet Srijem, i den östra delen av landet, 230 km öster om huvudstaden Zagreb. Lipovača ligger 84 meter över havet och antalet invånare är 386.
Terrängen runt Lipovača är mycket platt. Runt Lipovača är det ganska tätbefolkat, med 166 invånare per kvadratkilometer. Närmaste större samhälle är Vinkovci, 13,6 km sydväst om Lipovača. Trakten runt Lipovača består till största delen av jordbruksmark.